# Nischnjaja Schachtama
Nischnjaja Schachtama (russisch Ни́жняя Шахтама́) ist ein Dorf (selo) in der Region Transbaikalien (Russland) mit 264 Einwohnern (Stand 14. Oktober 2010).

## Geographie
Der Ort liegt etwa 300 km Luftlinie ostsüdöstlich des Regionsverwaltungszentrums Tschita im Mittelgebirgsland südlich des Borschtschowotschnygebirges, an der Nordflanke eines sich auf gut 1400 m Höhe erhebenden Kammes mit dem Berg Utschaschtschina. Er befindet sich vorwiegend am linken Ufer der namensgebenden Schachtama (der Ortsname bedeutet Untere Schachtama) unmittelbar oberhalb ihrer Mündung in den rechten Onon-Nebenfluss Unda.
Nischnjaja Schachtama gehört zum Rajon Schelopuginski und ist von dessen Verwaltungssitz Schelopugino etwa 30 km in südsüdöstlicher Richtung entfernt. Das Dorf ist Sitz der Landgemeinde Nischne-Schachtaminskoje selskoje posselenije, zu der außerdem die Siedlung Siwatschi (10 km nördlich) und das Dorf Undinskije Kawykutschi (6 km nördlich) gehören.

## Geschichte
Die Ortschaft entstand im 19. Jahrhundert als Siedlung für Verbannte, die dort im Goldbergbau arbeiteten. Ab den 1920er-Jahren wurde der Bergbau erheblich ausgeweitet. Nischnjaja Schachtama wuchs schnell und erhielt 1936 den Status einer Siedlung städtischen Typs. Mit der allmählichen Erschöpfung der Goldvorräte und der Erschließung eines Molybdänvorkommens ab 1941 verlagerte sich das Zentrum der bergbaulichen Aktivitäten in das gut 15 km südöstlich, flussaufwärts an der Schachtama gelegene Werschino-Schachtaminski (etwa Obere Schachtama-Siedlung). Nachdem dieses 1948 ebenfalls Siedlung städtischen Typs geworden war, wurde Nischnjaja Schachtama nach der Schließung des dortigen Bergwerks 1951 in den 1950er-Jahren wieder Dorf. Die Einwohnerzahl sank von über 10.000 im Jahr 1939 auf unter 3000 1959 und beträgt heute nur noch wenige Hundert.

### Bevölkerungsentwicklung
| Jahr | Einwohner |
| ---- | --------- |
| 1939 | 10.271    |
| 2002 | 279       |
| 2010 | 264       |

Anmerkung: Volkszählungsdaten

## Verkehr
Nischnjaja Schachtama liegt an der Lokalstraße 76K-151, die beim Gemeindeteil Undinskije Kawykutschi von der Regionalstraße 76A-008 (früher auf diesem Abschnitt R429) Sretensk – Gasimurski Sawod – Nertschinski Sawod abzweigt und die Schachtama aufwärts bis Werschino-Schachtaminski führt.